# Yo no creo en los hombres (telenovela de 1991)
Yo no creo en los hombres es una telenovela mexicana emitida por Televisa. Protagonizada por Gabriela Roel, Alfredo Adame y  Rafael Rojas, con las participaciones antagónicas de Saby Kamalich, Ana Colchero, Óscar Morelli, Patricia Bernal y Luisa Huertas, además de las actuaciones estelares de Pilar Escalante, Yolanda Andrade, José Suárez y de los primeros actores Bárbara Gil, Bruno Rey y Martha Navarro.

## Argumento
María Dolores Robledo, una humilde joven que trabaja en una fábrica, es novia de Arturo Ibáñez, un muchacho rico que solo busca hacerla suya y que está comprometido con la millonaria Silvia Montesinos, ya que así lo dispuso su imponente madre, Leonor de la Vega. 
María Dolores desea que Arturo la presente con su mamá, situación que él aprovecha para satisfacer sus bajos instintos. Arturo lleva a María Dolores a una casa a las afueras de la ciudad haciéndole creer que Leonor estará ahí para poder presentarlas. En lugar de eso, droga a María Dolores echando una sustancia en su bebida y abusa de ella. 
María Dolores queda embarazada y al decírselo a Arturo, él no le da la importancia debida. Así que decide pedirle ayuda a Leonor, quien solo la humilla y la corre de su casa. La joven empieza a deambular por las calles hasta que es atropellada por un coche, lo que provoca que pierda al bebé. Al no tener ningún lazo que la una a Arturo, María Dolores decide no volver a creer en ningún hombre. 
Gustavo Miranda es el prometido de Maleni, la hermana de Arturo, y está enamorado de María Dolores desde que él se la presentó. Tras conocer la tragedia que la joven vivió con Arturo, Gustavo empieza a cortejarla, recibiendo un trato hostil por parte de ella. Arturo enfurece al enterarse de esto, pues ha desarrollado una obsesión enfermiza hacia María Dolores; sin embargo, poco puede hacer ya que llega el día de la boda con Silvia y se va de luna de miel por unos meses. 
María Dolores empieza a sentirse atraída por Gustavo, pero él decide alejarse por no ser capaz de romper su compromiso con Maleni; no obstante, descubre que su prometida lo ha estado engañando con su chofer y con su maestro de tenis, y termina con ella, estando al fin libre para casarse con María Dolores. Arturo se entera de la futura boda y decide cancelar su luna de miel para regresar inmediatamente a México. Arturo trata de persuadir a María Dolores de que él es el único hombre al que ama, pero ella lo desprecia. 
Con su obsesión al límite, Arturo secuestra a María Dolores para abusar nuevamente de ella; sin embargo, la joven termina matándolo rompiéndole la cabeza con una llave mecánica. María Dolores es llevada al reclusorio mientras el juicio está en proceso, lugar donde conocerá nuevas amigas y algunas enemigas. Llena de venganza por la muerte de su hijo, Leonor se vale de todo tipo de artimañas para que María Dolores sea declarada culpable, y lo logra, ya que la joven termina siendo condenada a 30 años de prisión. Gustavo tendrá que reunir las pruebas necesarias para demostrar que su amada mató en legítima defensa y poder sacarla de la cárcel.  

## Elenco
- Gabriela Roel como María Dolores Robledo Osuna de Miranda
- Alfredo Adame como Gustavo Adolfo Miranda Vázquez
- Rafael Rojas como Arturo Ibáñez de la Vega
- Saby Kamalich como Leonor de la Vega Vda. de Ibáñez
- Bruno Rey como Pedro Miranda
- Óscar Morelli como José Luis Salas
- Bárbara Gil como Laura Vázquez de Miranda
- Martha Navarro como Esperanza Osuna Vda. de Robledo
- Ana Colchero como Maleny Ibáñez de la Vega
- Pilar Escalante como Silvia Montesinos Figueroa
- Luisa Huertas como Josefa García
- Patricia Bernal como Susana Figueroa
- Yolanda Andrade como Clara Robledo Osuna
- José Suárez como Leonardo Miranda Vázquez
- Federica Sánchez Fogarty como Elena García
- Roberto Carrera como el doctor Roberto Barraza
- Hugo Acosta como Tony
- Alberto Estrella como Alfonso
- Jorge Antolín como José Alberto
- Humberto Yáñez como Raúl Gómez
- José Luis Yaber como Genaro
- Dora Cordero como Cecilia
- Luis Arcaraz como Orlando
- Astrid Hadad como Paca
- Damián Alcázar como Juan
- Leonor Llausás como Honoria
- Alejandro Rábago como Aurelio
- Felipe Casillas como Jacinto
- Ricardo Silva como el doctor Antonio Herrera
- Jorge Molina como Rolando
- Ninón Sevilla como Emelia
- Imelda Miller como Imelda
- Adriana Olivera como Lupita
- Vicky Rodel como Iris
- Jorge Acosta como Higinio (Villano - Termina preso)
- Gaby Bermúdez como Katia
- Irma Torres como Emilia
- Darwin Solano como Eladio
- Lyn May como «La China»
- Guillermo Quintanilla como «El Flaco»
- Miguel Arizpe como «El Bolillo»
- Alfredo Vargas como «El Güero»
- Judith Arciniega como Irene
- Anna Ciocchetti como Marisa
- Paloma Woolrich como Angeles
- Daniel Gauvry como Adrián

## Equipo de producción
- Historia Original de: Caridad Bravo Adams
- Adaptación libre y Libretos: Marcia del Río
- Edición literaria: Luis Fernando Martínez
- Tema original: Yo no creo en los hombres
- Autores: Pepe Stephens, Annette Fradera
- Escenografía: Juan Antonio Sagredo
- Ambientación: Max Arroyo
- Diseño de vestuario: Silvia Terán
- Edición: Jesús Nájera Saro
- Jefes de producción: Juan Nápoles, Luis Granados
- Coordinador de producción: Juan Manuel Orozco
- Dirección de cámaras en locación: Isabel Basurto
- Dirección de escena en locación: Francisco Franco
- Productora asociada: Isabelle Tardán
- Director de cámaras: Gabriel Vázquez Bulman
- Director de escena: Miguel Córcega
- Productora: Lucy Orozco

## Premios

### Premios Eres 1992
| Categoría                    | Nominado(a)     | Resultado |
| ---------------------------- | --------------- | --------- |
| Mejor telenovela             | Lucy Orozco     | Nominada  |
| Mejor actriz coestelar joven | Yolanda Andrade | Ganadora  |
| Mejor actor coestelar        | Rafael Rojas    | Nominado  |
| Mejor actor joven            | Pepe Suárez     | Nominado  |

## Versiones
Yo no creo en los hombres está basada en la radionovela del mismo nombre escrita por Caridad Bravo Adams. Otras versiones que se han hecho de esta historia son:
- La película Yo no creo en los hombres, estrenada en 1954 con Sarita Montiel y Roberto Cañedo.
- Primera versión para televisión No creo en los hombres, producida por Ernesto Alonso en 1969 y protagonizada por Maricruz Olivier y Carlos Fernández.
- La segunda parte de la telenovela Velo de novia, producida por Juan Osorio en 2003 y protagonizada por Susana González y Eduardo Santamarina.
- La versión para televisión con el mismo nombre, producida por Giselle González en 2014 y protagonizada por Adriana Louvier y Gabriel Soto.[1]